# Paixões Unidas
Paixões Unidas, em francês: United Passions: La Légende du football (United Passions, em inglês) é um filme francês de drama histórico em inglês de 2014 sobre as origens do órgão mundial do futebol, a Federação Internacional de Futebol (FIFA). Noventa por cento financiado pela FIFA, é estrelado por Tim Roth, Gérard Depardieu e Sam Neill, e é dirigido por Frédéric Auburtin. Estreou no Festival de Cannes em 18 de maio de 2014.
O lançamento do filme na América do Norte em 5 de junho de 2015 foi particularmente mal sucedido, coincidindo com o caso de corrupção na FIFA em 2015. Nos Estados Unidos, o filme arrecadou US$918 no fim de semana de estreia e foi mal revisado e descrito como propaganda, e é considerado um dos piores filmes de todos os tempos. O filme também foi um grande fracasso de bilheteria, perdendo US$26,8 milhões em todo o mundo e falhando em obter uma distribuição nos cinemas em muitos mercados.

## Sinopse
Em 1905, depois que a federação inglesa de futebol rejeita uma oferta para ingressar na formação de um órgão internacional de futebol, Robert Guérin forma a FIFA e se torna o primeiro presidente da FIFA. Anos após a sua formação, é praticamente desconhecido. Jules Rimet, então presidente da FIFA, zomba publicamente da vitória do Uruguai nos Jogos Olímpicos de Verão de 1924, esperando que esse movimento audacioso torne a FIFA mais visível ao público. No entanto, a mídia não publica sua zombaria. Ainda otimista, ele decide que a única maneira de se dar a conhecer é organizar um torneio verdadeiramente internacional: a Copa do Mundo FIFA.
Rimet está no ponto de desistir de organizar a Copa do Mundo devido à falta de fundos até receber uma carta inesperada de Enrique Buero. Buero e seus laços sul-americanos vão financiar a primeira Copa do Mundo, esperando que, ao fazê-lo, torne o Uruguai e outros países sul-americanos mais conhecidos. Rimet e Buero conspiram para conceder a primeira Copa do Mundo ao Uruguai. Em 1930, o Uruguai vence a primeira Copa do Mundo. Rimet permanece presidente da FIFA, trabalhando através da Grande Depressão, guerra iminente e desacordo entre os membros da FIFA; Rimet organizaria a Copa do Mundo de 1938, mas não o faria em 1942 e 1946 devido à Segunda Guerra Mundial.
Após a guerra, Rimet organizou mais duas Copas do Mundo em 1950 e 1954. A Copa do Mundo e a FIFA após a guerra cresceram significativamente, com muitos novos membros participando de várias partes do mundo. Depois de muitos anos, a FIFA está agora sob o reinado do presidente João Havelange. Havelange é votado no poder usando viagens caras e várias táticas modernas de lobby. Havelange vê a FIFA como uma organização em desordem financeira e trabalha para encontrar vários patrocinadores para financiar sua operação. Ao longo de seu mandato como presidente da FIFA, ele tem um braço direito, Sepp Blatter, que impressiona Havelange com seu trabalho incansável. Eventualmente, Blatter se torna o próximo presidente da FIFA.
A corrupção na FIFA se acumula ao longo dos anos com os esforços de expansão de Havelange. Como presidente da FIFA, Blatter tem a tarefa de limpar isso, pelo qual é visto como um presidente controverso. Muitos oficiais da FIFA tentam retirá-lo do cargo por causa de sua incorruptibilidade. O filme termina com uma votação de 2006, na qual Blatter é capaz de manter sua presidência intimidando os membros corruptos da FIFA, ameaçando expor suas más ações se não apoiarem Blatter e sua campanha anticorrupção votando nele como presidente da FIFA.

## Elenco
- Tim Roth como Sepp Blatter
- Gérard Depardieu como Jules Rimet
- Sam Neill como João Havelange
- Fisher Stevens como Carl Hirschmann
- Jemima West como Annette Rimet
- Thomas Kretschmann como Horst Dassler
- Julian Miller como Ludwig Sylow
- Jason Barry como Edgar Willcox
- Martin Jarvis como Sir Stanley Rous
- Bruce Mackinnon como Louis Muhlinghaus
- Anthony Higgins como Lord Kinnaird
- Nicholas Gleaves como Henri Delaunay
- Richard Dillane como Larsen
- Antonio de la Torre como Enrique Buero
- Serge Hazanavicius como Robert Guérin
- Steven Elder como Rodolphe Seeldrayers
- Benn Northover como Max Kahn
- Antony Byrne como Frederick Wall
- Andrew French como Moussa Sougou
- Sean Campion como Werner Lutzi
- Conor Mullen como Ivo Schricker
- Dawn Bradfield como Francesca Guillermod
- Pippo Delbono como Ottorino Barassi
- Natasha Mashkevich como Corinne Blatter

## Produção
As principais filmagens foram realizadas na Suíça, Azerbaijão, França e Brasil. A FIFA queria que o filme fosse lançado no verão de 2014, antes da Copa do Mundo da FIFA no Brasil. O roteiro do filme foi concluído em quatro meses. As sugestões de títulos originais da FIFA para o filme foram Men of Legend e The Dreammakers.

## Lançamento
O lançamento do filme nos Estados Unidos coincidiu com o caso de corrupção na FIFA em 2015, no qual vários atuais e ex-membros do comitê executivo da FIFA foram presos por acusações de corrupção. A investigação sobre corrupção levou à renúncia do presidente da FIFA, Sepp Blatter, após décadas de especulações e acusações de corrupção na FIFA sob sua liderança.
O filme foi acusado de ignorar essas alegações de longa data. Roth disse que perguntou aos cineastas: "Onde está toda a corrupção no roteiro? Onde estão as punhaladas nas costas, os acordos?" Ele disse que tentou transmitir esses elementos por meio de sua performance, dizendo: "Foi uma coisa difícil. Tentei passar por um sentido disso, o máximo que pude chegar lá". O diretor do filme, Frédéric Auburtin, afirmou que ele inseriu "partes irônicas" no filme.
Antes de seu lançamento, o comediante John Oliver filmou o filme em um segmento de seu programa Last Week Tonight, dizendo que o "filme, como a própria FIFA, parece terrível" e perguntando: "Quem faz um filme esportivo onde os heróis são os executivos?" O filme também enfrentou críticas da mídia a respeito do custo de produção de £16 milhões, mais do que o faturamento anual da maioria das associações nacionais da FIFA.
Gérard Depardieu chegou a fazer campanha pelo filme. Segundo o diretor artístico do Festival de Cannes, Thierry Frémaux, o longa foi exibido no festival por conta de vários pedidos de Depardieu. "Gérard foi muito insistente. Ele realmente queria mostrá-lo. No começo, eu disse 'fora de questão' por causa da falta de qualidade do filme para fazer parte da seleção oficial. Então, eles disseram: 'Por que não na praia?'. Eu respondi: 'Ah, na praia. Sim, é um festival. É futebol. É público em geral. Ok'".

## Recepção

### Bilheteria
O filme foi feito com um orçamento entre US$25 e 32 milhões, com o Los Angeles Times relatando um orçamento estimado de US$ 29 milhões. Aproximadamente £17 milhões (cerca de US$27 milhões; 90% do orçamento total) foram financiados pela FIFA. Foi relatado que o filme perdeu cerca de US$26,8 milhões devido aos seus maus retornos nos cinemas.
Na América do Norte, o filme se tornou um fracasso de bilheteria. Ele estreou na sexta-feira, 5 de junho de 2015 e arrecadou meros US$319 no dia da estréia em 10 cinemas em Nova York, Los Angeles, Washington, D.C., Phoenix, Kansas City, Miami, Minneapolis, Houston, Dallas e Filadélfia, seguidos por US$ 288 ainda piores no sábado. Por sua estréia de três dias (sexta-feira a domingo), arrecadou apenas US$918 — a pior abertura de todos os tempos para uma estréia de filme em 10 a 15 cinemas da história das bilheterias nos EUA.
O cinema FilmBar no centro de Phoenix registrou uma quantia bruta de US$9, indicando que apenas uma pessoa comprou um ingresso para assistir ao filme. O filme foi retirado dos cinemas pelo seu distribuidor, a Screen Media Films, após sua terrível performance de estréia no final de semana nas bilheterias. Na América do Norte, acabou se tornando o filme de menor bilheteria de todos os tempos,  superando o recorde anterior de I Kissed a Vampire (US$1,380) em 2012.
Para a exibição do filme no Festival de Zurique, em 5 de outubro de 2014, cerca de 120 pessoas pagando US$22,70 por ingresso assistiram ao filme em um cinema com 500 lugares. No geral, a receita mais alta fora da América do Norte veio da Rússia e da CEI (£144,000), Portugal (£4,000) e Sérvia (£2,000), enquanto os lucros da Hungria, Eslovênia, Suíça e Ucrânia foram mínimos. Na França, o filme foi lançado diretamente em DVD.
Auburtin, em sua primeira entrevista desde a desastrosa estréia nos Estados Unidos em junho de 2015, disse ao The Hollywood Reporter que ele tentava encontrar um equilíbrio entre "um filme de propaganda da Disney e um filme de Costa-Gavras/Michael Moore, mas o projeto ficou a favor da Fifa em sua versão final". Ele acrescentou: "É um desastre. Agora, estou sendo visto como um cara tão mau quanto quem levou a AIDS para a África ou o cara que causou a crise financeira mundial. Meu nome está para todos os lados nessa sujeira e, aparentemente, eu sou o cara da propaganda que faz filmes para pessoas corruptas".
Roth, que não assistiu ao filme e recusou repetidos pedidos para falar sobre o filme, confessou em maio de 2015, antes do escândalo, ao jornal alemão Die Welt: "Sim, peço desculpas por não ter questionado o diretor ou o roteiro. Esse é um personagem que vai fazer meu pai se revirar em sua cova". Ele admitiu que aceitou o cargo pelo dinheiro, dizendo que o ajudou a sair de um "buraco financeiro" e acrescentou: "A grana me ajudou a sair de um buraco, mas, quer saber? O buraco que a Fifa cavou para si mesma é tão fundo que eles nunca vão conseguir sair dele".

## Recepção crítica
No agregador de críticas Rotten Tomatoes, o filme tem uma classificação de 0%, com uma classificação média de 1,01/10, com base em 16 avaliações. Em Metacritic, o filme tem uma pontuação de 1 em 100, baseado em 9 críticos, indicando "aversão esmagadora". É considerado um dos piores filmes já feitos. O filme foi criticado pela baixa qualidade do drama, pela inadequação do tópico de questões administrativas para um filme e pelos vieses percebidos do filme, com o The Guardian descrevendo-o como "excremento cinematográfico" e "auto-hagiografia", e outros o chamam de "um caso digno de nota e auto-engrandecedor" e "surpreendentemente grosseiro".
Vários revisores comentaram a ironia do retrato de Blatter no filme como um ativista anticorrupção. Sara Stewart, do New York Post, descreveu-o como "hilariamente inoportuno", enquanto Paul Field, do Daily Mirror, disse que isso criou "ouro de comédia não intencional".
Daniel M. Gold, do The New York Times, afirmou que United Passions é "um dos filmes mais invisionáveis na memória recente, uma peça desonesta de limpeza moral digna de uma de suite corporativa, que nem sequer é boa para rir". Em uma entrevista posterior, Gold afirmou que seria o terceiro colocado de sua lista de filmes ruins de todos os tempos.

### Premiações
United Passions recebeu o Barry L. Bumstead Award durante a 36ª edição do Framboesa de Ouro, uma categoria especial para falhas críticas e financeiras que não receberam uma liberação elegível.